# Арабское завоевание Пиренейского полуострова
Арабское завоевание Пиренейского полуострова — исламская экспансия на полуостров, предпринятая вооруженными силами династии Омейядов, начавшаяся в 711 году и продолжавшаяся до 720-х годов.
В результате завоевания было сломлено сопротивление немногочисленных вестготов, поэтому Королевство вестготов пало. Преобладающие иберо-римляне не смогли оказать серьёзного сопротивления завоевателям. Магрибская династия Омейядов взяла власть в Иберии в свои руки, поддерживая доминантную роль ислама руками берберских наёмников. Лишь в Пиренейских горах сохранили независимость два небольших труднодоступных региона, которые населяли баски и романизированные астуры. Битва при Ковадонге (722), в которой христиане одержали первую победу, положила начало так называемой Реконкисте. Тем не менее, вплоть до 732 года арабы совершали набеги по всему югу Франции до реки Луара, пока не были разгромлены у Пуатье. На завоёванных в Иберии землях образовалось исламское государство Аль-Андалус, пережившее целый ряд трансформаций и просуществовавшее до падения Гранады в 1492 году.

## Предпосылки
Историк ат-Табари передаёт традицию, приписываемую халифу Усману, который якобы утверждал, что путь в Константинополь лежит через Испанию: «Только через Испанию можно завоевать Константинополь. Если вы покорите её, вы разделите награду тех, кто побеждает Константинополь». У. Каеги оспаривает позицию ат-Табари, утверждая, что завоевание дальних западных районов Средиземного моря было мотивировано военными, политическими и религиозными возможностями. Он считает, что поход на Пиренеи не был изменением направления атак из-за безуспешности попытки завоевать Константинополь в 678 году.
Предыстория завоевания Испании арабами в начале VIII века неясна. Существует лишь один современный христианский источник, Мосарабская хроника 754 года (который обрывается в указанный год), который считается надёжным, но во многом расплывчатым. Нет современных мусульманских описаний, а более поздние мусульманские данные, такие как книга аль-Маккари XVII века, отражают более позднее идеологическое влияние.
Обстоятельства восхождения на престол Родериха, короля вестготов, которым принаждлежала большая часть современной Испании, неясны. Есть сведения о его споре с Агилой II, сыном его предшественника Витицы. Более поздние хроники, в которых упоминается Агила и не упомянут Родерих, соответствуют современному описанию гражданской войны в королевстве вестготов. Нумизматические свидетельства указывают на разделение королевства и на то, что Агила II оставался королём Тарраконсенса (бассейна Эбро) и Септимании до 713 года. Почти современная Хроника 754 года описывает Родериха как узурпатора.
Одним из ключевых лиц в истории завоевания считается Юлиан, граф Сеуты, чья жена или дочь были изнасилованы Родерихом и который обратился за помощью к мусульманам ради мести. Он предоставил арабам флот, которого у них не было, для переправки войск из Африки на Пиренеи. Однако эти истории не включены в самые ранние сведения о завоевании.

## Вторжение
У арабских правителей Магриба не было хорошо продуманного плана завоевания вестготской Испании. В действительности, большую часть населения Магриба, откуда прибыли завоеватели, тогда составляли берберы, которые только недавно начали принимать ислам. Берберы неоднократно совершали набеги в южную часть Иберийского полуострова после падения римской власти.
Есть сведения о том, что 27 апреля 711 года губернатор Танжера Тарик ибн Зияд с 9 000 своих воинов высадился в Иберии с целью совершить очередной крупномасштабный грабительский набег, воспользовавшись расколом в Вестготском королевстве на западную часть (родригисты) и восточную (витицианы). На грабительскую версию указывает то, что его суда напоминали торговые, а когда стало ясно, с какой целью прибыли эти «торговцы», христианские жители близлежащих городов побросали своё имущество и попытались укрыться в холмах, то есть они поступили так, как обычно поступали жители прибрежных регионов в случае кратковременного пиратского рейда, а не осады.
Согласно мусульманскому историку Ат-Табари, Иберия была впервые захвачена за 60 лет до указанных событий, во время правления Усмана. Другой выдающийся мусульманский историк XIII века, Ибн Катир, процитировал те же данные, указав на кампанию, проводимую Абдаллахом ибн Нафи аль-Хусейном и Абдаллахом ибн Нафи аль-Абдул-Кайсом в 32 год хиджры. Однако это предполагаемое вторжение не подтверждено современными историками.
Первая экспедиция во главе с Тариком состояла в основном из берберов, которые только недавно попали под влияние мусульман. Вероятно, эта армия представляла собой продолжение серии набегов на Иберию, относящихся к доисламскому периоду, и, следовательно, было высказано предположение, что фактическое завоевание изначально не планировалось. Как в Хронике 754 года, так и в более поздних мусульманских источниках, говорится о набеге в предыдущие годы, и армия Тарика, возможно, присутствовала на Пиренеях в течение некоторого времени до решающей битвы. Хроника 754 года указывает, что многие жители южной Испании бежали в горы, а не защищали свои города, что может указывать на то, что это, скорее всего, был грабительский рейд, а не постоянная смена власти.
Хроника 754 года гласит, что армия вестготов, которая пришла с Родерихом к месту решающей битвы с арабами, была поражена склоками и конфликтами между знатью, которая бежала при признаках поражения. Это единственное современное описание битвы, и недостаток деталей заставил многих более поздних историков изобретать собственные. Место битвы не совсем ясно, но, вероятно, это была река Гвадалета.
Считается, что Родерих был убит в битве, и сокрушительное поражение оставило вестготов без лидера и порядка в своих рядах, отчасти потому, что правящее вестготское население составляло всего 1-2 % от общей численности населения. Вестготские воины, и без того малочисленные, были разгромлены. Только небольшая их часть укрылась в крепости Эсиха недалеко от Севильи, но и она была вскоре вынуждена сдаться. Возникший в результате поражения вакуум власти, который, возможно, застал Тарика врасплох, очень помог мусульманскому завоеванию. В 713 году некоторое сопротивление оказали Малага (была захвачена штурмом), Мерида (её защитники сдались после длительной осады) и Сегуэла. Тарик совершил вторжение самовольно, но, согласно одной из версий, узнав о начальном успехе берберов в Испании, им на помощь поспешил Муса ибн Нусайр, арабский наместник из Ифрикии, главной целью которого было закрепить захваченные земли за арабским миром.
В 714 году Муса ибн Нусайр направился на северо-запад вверх по реке Эбро, чтобы овладеть западными баскскими районами и Кантабрийскими горами вплоть до Галисии без какого-либо организованного сопротивления. В период второго (или первого, в зависимости от источников) арабского губернатора Абд аль-Азиза ибн Мусы (714—716) сдались главные городские центры Каталонии. В 714 году его отец, Муса ибн Нусайр, захватил Сорию в западных баскских областях, Паленсию,Хихон и Леон, где был назначен берберский губернатор. Северные районы Иберии мало привлекали внимание завоевателей. Высокие западные и центральные субпиренейские долины остались непокоренными. В это время войска Омейядов достигли Памплоны, и баскский город сдался на почетных условиях.
С 713 году (или 714) последний король вестготов Ардо вступил во владения землями Агилы II — Септиманией, а также, вероятно, восточными пиренейскими склонами и прибрежными районами Тарраконенса.
К 719 году арабы дошли до Тулузы, а к 720 — к дельте реки Рона.
Балеарские острова, номинально принадлежавшие Византийской империи как остаток давно утраченной Византийской Испании Юстиниана, поначалу оставались в стороне от арабских нашествий. В 798 году власть над ними получили франки. Лишь в 902 году, после упорного сопротивления христианского населения флот Кордовского эмирата покорил острова Ивиса, Форментера и Мальорка. В 903 году пала Минорка. Несмотря на более позднее завоевание, исламизация островитян носила очень глубокий характер.

## Арабская администрация
В 714 году, после того как Абд-аль-Азиз ибн Муса совершил свой поход на Мурсию, вестготский полководец Теодемир сумел договориться о создании здесь автономного княжества. Омейяды пошли на уступки, желая, по-видимому, добиться расположения местных христиан. Теодемирское королевство просуществовало до 740-х годов. Арабы не стали принуждать христиан к переходу в ислам, взамен они потребовали налог (джизья) и передавать им мятежников, замышляющих против правления Омейядов или исламской религии. Таким образом, жизнь многих жителей Испании оставалась такой же, как до походов Тарика и Мусы. Договор, подписанный с Теодемиром, создал прецедент для всей Иберии, и города, сдавшиеся войскам Омейядов, принимали те же условия. При этом в дополнение к этой практике некоторые города (Кордова, Толедо и др.) были взяты штурмом и захвачены Омейядами безоговорочно, подчинившись прямому арабскому правлению.
Исламские законы не распространялись на всех подданных новых правителей. Христиане, как и прежде, руководствовались своим собственными вестготскими законами (Forum Iudicum). В большинстве городов этнические общины оставались изолированными, и вновь прибывшие этнические группы (сирийцы, йеменцы, берберы и другие) создавали новые районы за пределами существующих городских районов. Однако это не относится к городам, находившимся под прямым управлением Омейядов. В Кордове городской собор был разделен, чтобы обеспечить религиозные потребности христиан и мусульман. Эта ситуация продолжалась около 40 лет до завоевания Абд ар-Рахманом южной Испании (756).
Ранний губернатор (вали) аль-Андалуса Аль-Хурр ас-Сакафи распространил правление Омейядского халифата до долины Эбро и северо-восточных границ Иберии, умиротворив большую часть территории и инициировав в 717 году первые набеги через Пиренеи в Септиманию. Кроме того, он заложил основы гражданской администрации Омейядов в Иберии, отправив должностных лиц в завоеванные города и земли, охраняемые гарнизонами.
Кроме того, аль-Хурр вернул земли прежним христианским землевладельцам, что значительно увеличило доходы губернаторов Омейядов и халифа Дамаска; это был первый налог, применяемый к определённому региону или недвижимости, а не к каждому немусульманину. Только немусульмане подлежали налогообложению. Задача создания гражданской администрации в завоеванном аль-Андалусе была, по существу, решена губернатором Яхья ибн Саламой аль-Калби 10 лет спустя.

## Последствия
Завоевания арабов и берберов, продолжавшиеся до начала 720-х годов, по сути, сформировали территориальную экспансию Аль-Андалуса в последующий период. Поскольку завоевателям удалось лишь постепенно укрепить свою власть, они не смогли расширить свою империю дальше. Но иногда они совершали набеги на Галлию, но потерпели решительное поражение в 732 году в битве при Туре и Пуатье.
На полуостров начали прибывать мусульмане-поселенцы. При этом немногочисленные арабы из Сирии и Аравии облюбовали крупные города юга и юго-востока страны, а берберы в основном заселяли менее благоприятные внутренние районы страны. Христианское население сохранилось, однако на него были наложены многочисленные запреты, подчёркивающие его второсортный статус зимми. В христианской среде постепенно начались процессы консолидации различных этнорелигиозных групп (вестготов и иберо-римлян) перед лицом общего врага. Ряд христиан (муваллады) приняли ислам с целью избежать джизьи. Захваченные мусульманами территории (Аль-Андалус) вошли в состав халифата Омейядов. Однако уже в 756 году, с усилением протофеодализма, здесь образовался независимый Кордовский эмират (756—929). На северо-востоке, в долине реки Эбро, к концу VIII в. сложился буферный эмират мувалладской династии Бану Каси.
В Европе появились такие музыкальные инструменты как лютня и кастаньеты.